# Янув-Подляски
Я́нув-Подля́ски (пол. Janów Podlaski) — деревня в Бяльском повете Люблинского воеводства Польши. Административный центр гмины Янув-Подляски. По данным переписи 2011 года, в деревне проживало 2720 человек.

## География
Деревня расположена на востоке Польши, на правом берегу реки Чижувки, к югу от реки Западный Буг, вблизи государственной границы с Белоруссией, на расстоянии приблизительно 19 километров к северу от города Бяла-Подляска, административного центра повета. Абсолютная высота — 144 метра над уровнем моря. Через населённый пункт проходит региональная автодорога 698.

## История
Наиболее ранние упоминания о населённом пункте относятся к 1423 году. В 1465 году было даровано магдебургское право и герб. В 1656 году, во время шведского вторжения, город подвергся сильному разрушению.
В конце XVIII века город входил в состав Берестейской экономии Великого княжества Литовского. Действовали униатская церковь, костёл и католический монастырь.
До конца 1860-х годов являлся местом пребывания Подляшского (Яновского) католического епископа. В 1870 году утратил статус города.
Согласно «Справочной книжке Седлецкой губернии на 1875 год» посад Янов являлся центром одноимённой гмины и всего Константиновского уезда Седлецкой губернии. В 1912 году Константиновский уезд был передан в состав новообразованной Холмской губернии. Население посада того периода составляло более 6000 человек. Имелись одноклассное и двухклассное училища, изразцовый завод, а также государственный конный завод с заводской конюшней.
В 1918—1932 годах Янув-Подляски был административным центром Константиновского повета Люблинского воеводства Польской Республики. С 1919 по 1940 годы и с 1944 по 1946 годы имел статус города. В период с 1975 по 1998 годы деревня входила в состав Бяльскоподляского воеводства.

## Население
Демографическая структура по состоянию на 31 марта 2011 года:
|         | Всего | До трудоспособного возраста | Трудоспособного возраста | Старше трудоспособного возраста |
| ------- | ----- | --------------------------- | ------------------------ | ------------------------------- |
| Мужчины | 1302  | 285                         | 915                      | 102                             |
| Женщины | 1418  | 284                         | 837                      | 297                             |
| Всего   | 2720  | 569                         | 1752                     | 399                             |

## Экономика
Конный завод Janów Podlaski всемирно известен разведением чистокровных лошадей арабской скаковой породы.